# Flughafen Murmansk

i7
i11
i13
Der Flughafen Murmansk (russisch Аэропо́рт Му́рманск/Аэропорт Мурмаши, IATA-Code: MMK, ICAO-Code: ULMM) ist der Flughafen der gleichnamigen nordrussischen Hafenstadt auf der Halbinsel Kola, etwa 24 km vom Stadtzentrum entfernt. Im Jahr 2018 wurden auf dem Flughafen rund 938.000 Passagiere abgefertigt. 
Bis zur Übernahme 2015 durch Novaport wurde der Flughafen von Gazprom betrieben.
Der Flughafen wird vor allem von russischen Fluglinien für Inlandsflüge angeflogen, daneben existiert eine saisonabhängige Verbindung von Finnair nach Helsinki.